# Любка офрисовидная
Любка офрисовидная (лат. Platanthera ophrydioides) — вид травянистых растений рода Любка (Platanthera) семейства Орхидные (Orchidaceae).

## Ботаническое описание
Многолетнее травянистое растение высотой до 35 см. Клубень продолговато-яйцевидный. Стебель тонкий, прямой. Лист одиночный, до 7 см длиной и 3 см шириной, продолговато-эллиптический.
Соцветие рыхлое, до 10 см длиной. Цветки зеленоватые, опыляются бабочками. Губа
узколинейная, тупая, до 10 мм длиной и 1,5 мм шириной. Шпорец до 12 мм длиной и 1,2 мм толщиной. Цветет в июле-августе, плодоносит в сентябре-октябре.  Плод — эллипсоидальная коробочка.

## Синонимика
По данным The Plant List, синонимами вида являются следующие названия:
- Platanthera mandarinorum f. australis (Ohwi) K.Inoue
- Platanthera mandarinorum var. monophylla (Honda) K.Inoue
- Platanthera mandarinorum f. monophylla (Honda) K.Inoue
- Platanthera mandarinorum subsp. ophrydioides (F.Schmidt) K.Inoue
- Platanthera mandarinorum var. ophrydioides (F.Schmidt) Finet
- Platanthera ophrydioides var. australis Ohwi
- Platanthera ophrydioides f. australis (Ohwi) Makino
- Platanthera ophrydioides var. monophylla Honda
- Platanthera ophrydioides f. monophylla (Honda) Makino
- Platanthera ophrydioides subsp. platycorys (Schltr.) Soó
- Platanthera platycorys Schltr.
- Platanthera reinii Franch. & Sav.

## Ареал и распространение
Вид обитает на лугах разного типа, в зарослях кустарников, а также в хвойных зеленомошных и каменно-берёзовых лесах. Встречается как в тенистых, так и на открытых участках.
В России встречается на Дальнем Востоке (Амурская область, Хабаровский край, Сахалинская область). За рубежом встречается в Японии.

## Охранный статус
Занесена в Красную книгу России, региональные Красные книги Хабаровского края и Сахалинской области, а также в Приложение II СИТЕС. Ранее включалась в Красную книгу Еврейской автономной области.